# Franz Xaver Neruda
Franz Xaver Neruda, o František (Brno, 3 dicembre 1843 – Copenaghen, 19 marzo 1915), è stato un violoncellista e compositore ceco naturalizzato danese.

## Biografia
Franz Xaver Neruda nacque a Brno in una famiglia di musicisti. Era il quinto figlio dell'organista della Cattedrale di Brno, Josef Neruda. Crebbe a Vienna e imparò il violino con il padre (dal 1852) e dopo la morte di suo fratello Viktor, che suonava il violoncello, imparò a suonarlo da solo. Con suo padre e quattro fratelli si è esibiva in Europa nel Quartetto Neruda e anche da solo. Nel 1859 studiò violoncello per sei mesi con Adrien-François Servais.
Successivamente Neruda divenne membro della cappella reale di Copenaghen. Il 3 dicembre 1868 fondò lì una compagnia di musica da camera e l'anno successivo fu nominato regio musicista da camera. Nel 1869 sposò la ballerina Camilla Cetti. Dopo gli impegni a Londra e Manchester, tornò a Copenaghen fino a quando non fu nominato da Anton Rubinštejn come successore del professore di violoncello Karl Davydov al Conservatorio di San Pietroburgo. Nel 1891 fu nominato direttore della società musicale di Stoccolma e nel 1892 direttore della società musicale di Copenaghen (Musikforeningen), succedendo a Niels Wilhelm Gade. Nel 1893 fu professore di violoncello all'Accademia Reale Danese di Musica. Dopo la sua morte, Carl Nielsen gli succedette come direttore della società musicale di Copenaghen e compose un prologo per recitazione e orchestra In memoriam Franz Neruda.
Sua sorella Wilma Neruda era una violinista famosa.

## Composizioni
Le sue opere principali comprendono cinque concerti per violoncello, quattro quartetti e tre opere orchestrali. Scrisse anche molti piccoli pezzi per pianoforte, organo, violoncello, violino e alcune canzoni. Il Concerto per violoncello n. 2 in re minore op. 59 ha fatto parte  sia nel passato che nel presente ai pezzi abituali del repertorio per violoncello. I concerti per violoncello n. 1 in mi minore op. 57, n. 3 in La maggiore, op. 60 e n. 5 in sol maggiore op. 66 sono stati presentati in anteprima nel maggio 2005 dal violoncellista Beate Altenburg e l'Anhaltische Philharmonie Dessau sotto la direzione di Golo Berg. Il cd pubblicato in questa occasione rimane l'unica registrazione largamente disponibile con i suoi lavori.

## Fonti
- (DA) Kraks Blå Bog / Register 1910-1988, su runeberg.org.